# Пейзаж в Сен-Реми (картина Ван Гога)
«Пейзаж в Сен-Реми» (англ. Landscape at Saint-Rémy), «Огороженное поле с крестьянином» (англ. Enclosed Field with Peasant) — картина Ван Гога, написанная художником около 12 октября 1889 года в Сен-Реми-де-Прованс. Находится в Художественном музее Индианаполиса (Индианаполис, США).

## Описание
Картина изображает сцену вспаханного поля рядом с приютом в Сен-Реми-де-Прованс с сиреневым кустом, крестьянином, несущим сноп собранной пшеницы, несколько зданий и горная гряда Альпий, поднимающаяся на заднем плане с небольшим кусочком неба. Ван Гог считал его панданом картине «Жнец», нарисованной ранее в 1889 году.
Полотно «Пейзаж в Сен-Реми» является примером поздней работы Ван Гога, где его динамичные мазки контролируют картину. Быстрые линии подчеркивают живое, движущееся поле. Картина, кажется, пульсирует жизнью, хотя на ней показан только один человек. Это наиболее топографически точное из четырёх полотен художника с изображением пшеничного поля у предгорий Альпия.

## История
Пейзаж был создан на пленэре в течение нескольких дней во время одного из самых драматических периодов жизни Ван Гога, вскоре после того, как он возобновил работу после добровольного прихода в больницу для душевнобольных Сен-Поль близ Сен-Реми-де-Прованс. Он постепенно отходил от нервного срыва, пережитого им в канун Рождества в 1888 году, во время визита коллеги-постимпрессиониста Поля Гогена.
Ван Гог описал картину в двух письмах, написанных в октябре 1889 года. Одно из них было написано Эмилю Бернару, в котором полотно описано как «холст № 30 с разбитыми лиловыми вспаханными полями и заднем плане из гор, которые идут по всему холсту; так что ничего, кроме грубого грунта и камней с чертополохом и сухой травой в углу и маленького фиолетово-жёлтого человечка». В другом письме своему брату Тео ван Гогу оно описано как «то же поле, что и в „Жнеце“. Теперь это земляные отвалы и на заднем плане иссохшие земли, затем скалы Альпия. Немного сине-зелёного неба с небольшим бело-фиолетовым облаком. На переднем плане: чертополох и немного сухой травы. Крестьянин тащит в середине сноп соломы. Это ещё одно суровое исследование, и вместо того, чтобы быть почти полностью жёлтым, оно создаёт почти полностью фиолетовый холст. Разорванные и нейтральные фиолетовые… Я думаю, что оно дополнит „Жнеца“ и облегчит понимание, что это такое. Поскольку „Жнец“ кажется сделанным наугад и оно уравновесит его».
Ван Гог послал картину своему брату Тео в январе 1890 года вместе с письмом, в котором она описывалась как «Вспаханное поле на фоне гор», и вновь предположил, что эта работа в фиолетовых тонах может быть панданом с его картиной «Жнеце», в которой преобладал жёлтый цвет. Версию «Жнеца» того же размера он написал в июне 1889 года (в настоящее время хранится в Музее Крёллера-Мюллера в Оттерло). Кроме этого, он также сделал две аналогичные версии «Жнеца» в сентябре и октябре 1889 года. Вторая версия размера 30 (F618) хранится в музее Ван Гога, а уменьшенная версия размера 20 (F619) хранится в Музее Фолькванг в Эссене.

Варианты «Пшеничного поля»
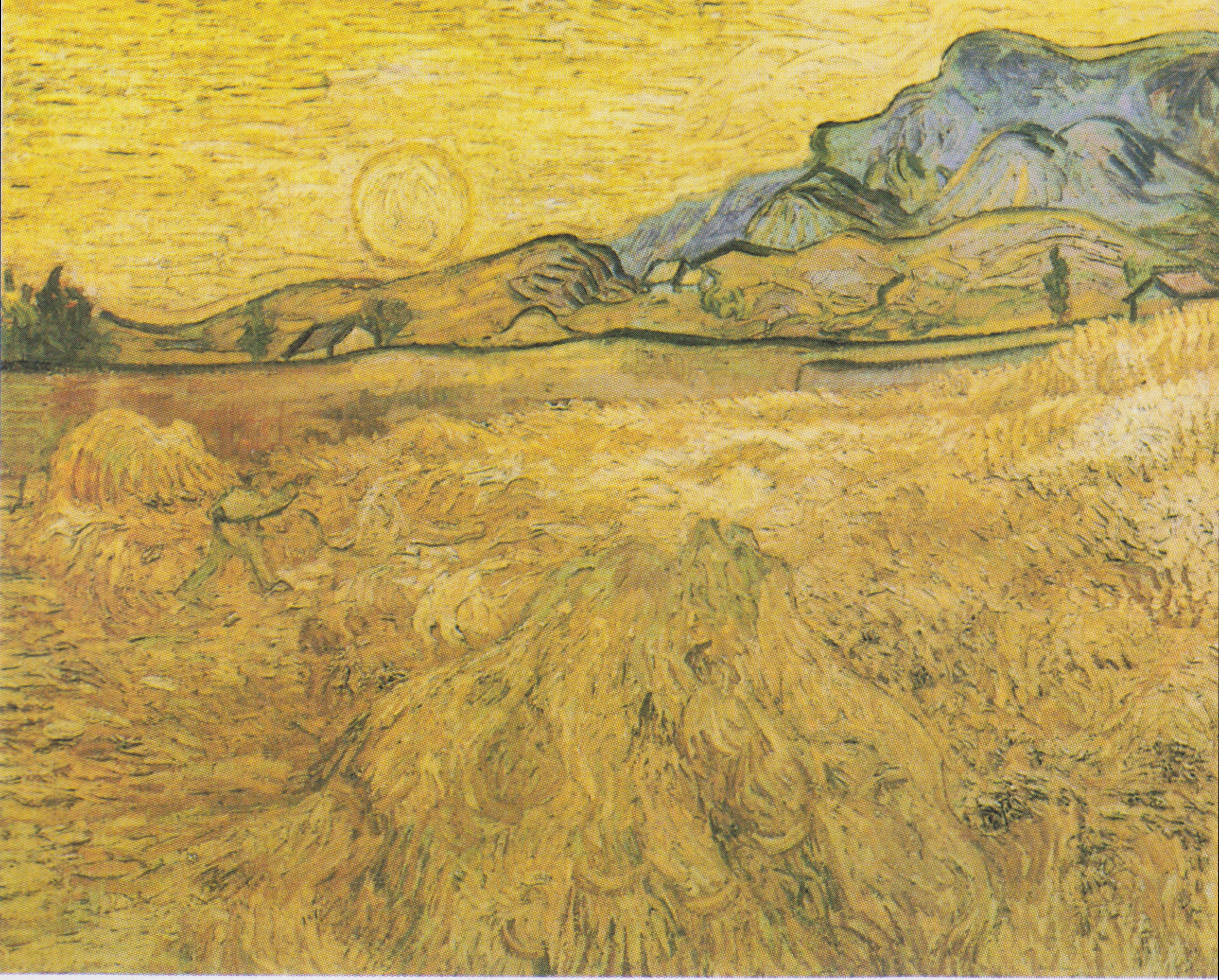
«Пшеничное поле со жнецом и солнцем», конец июня 1889, Музей Крёллер-Мюллер, Оттерло, Нидерланды (F617)
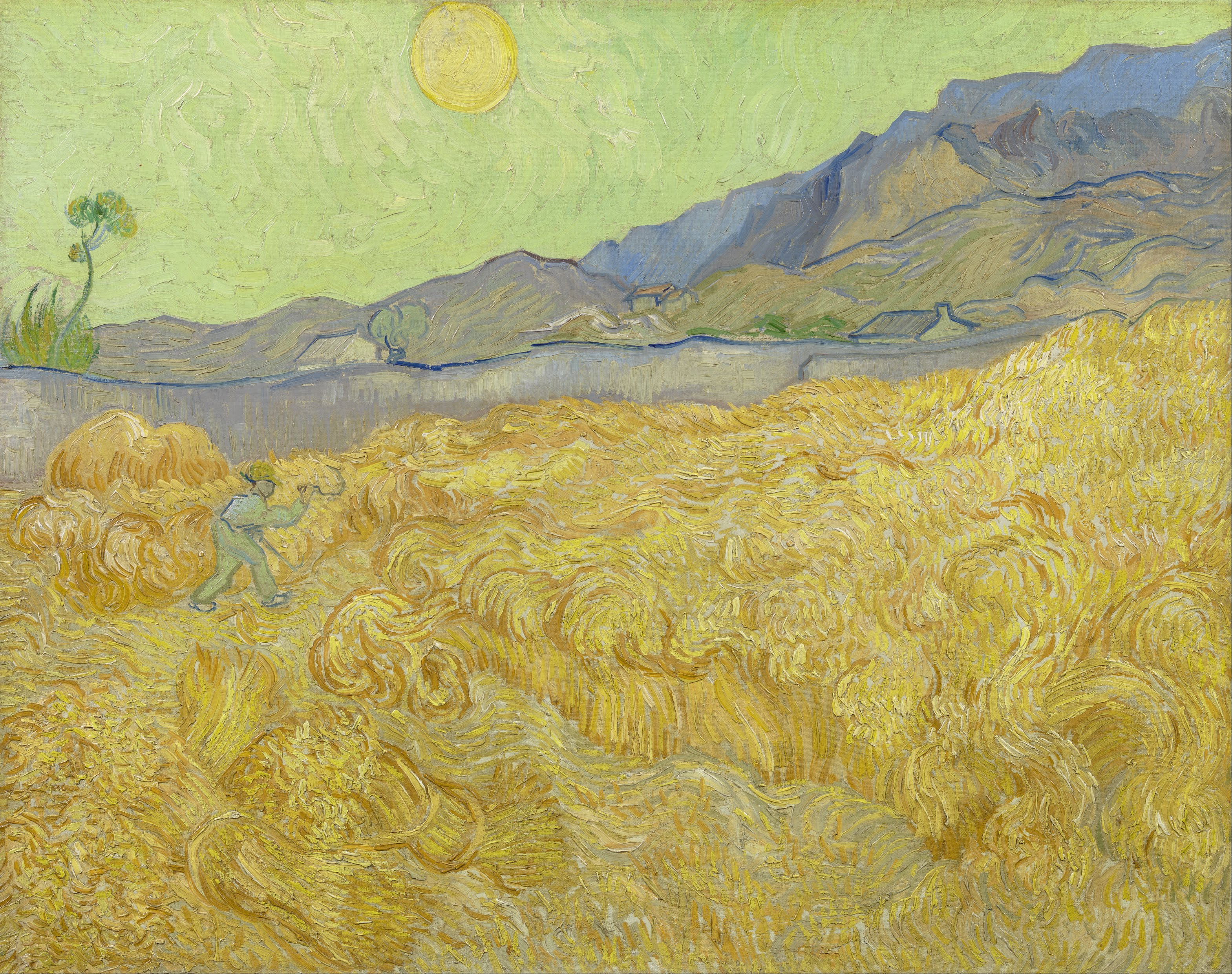
«Пшеничное поле со жнецом и восходом солнца», сентябрь 1889, Музей ван Гога, Амстердам (F618)
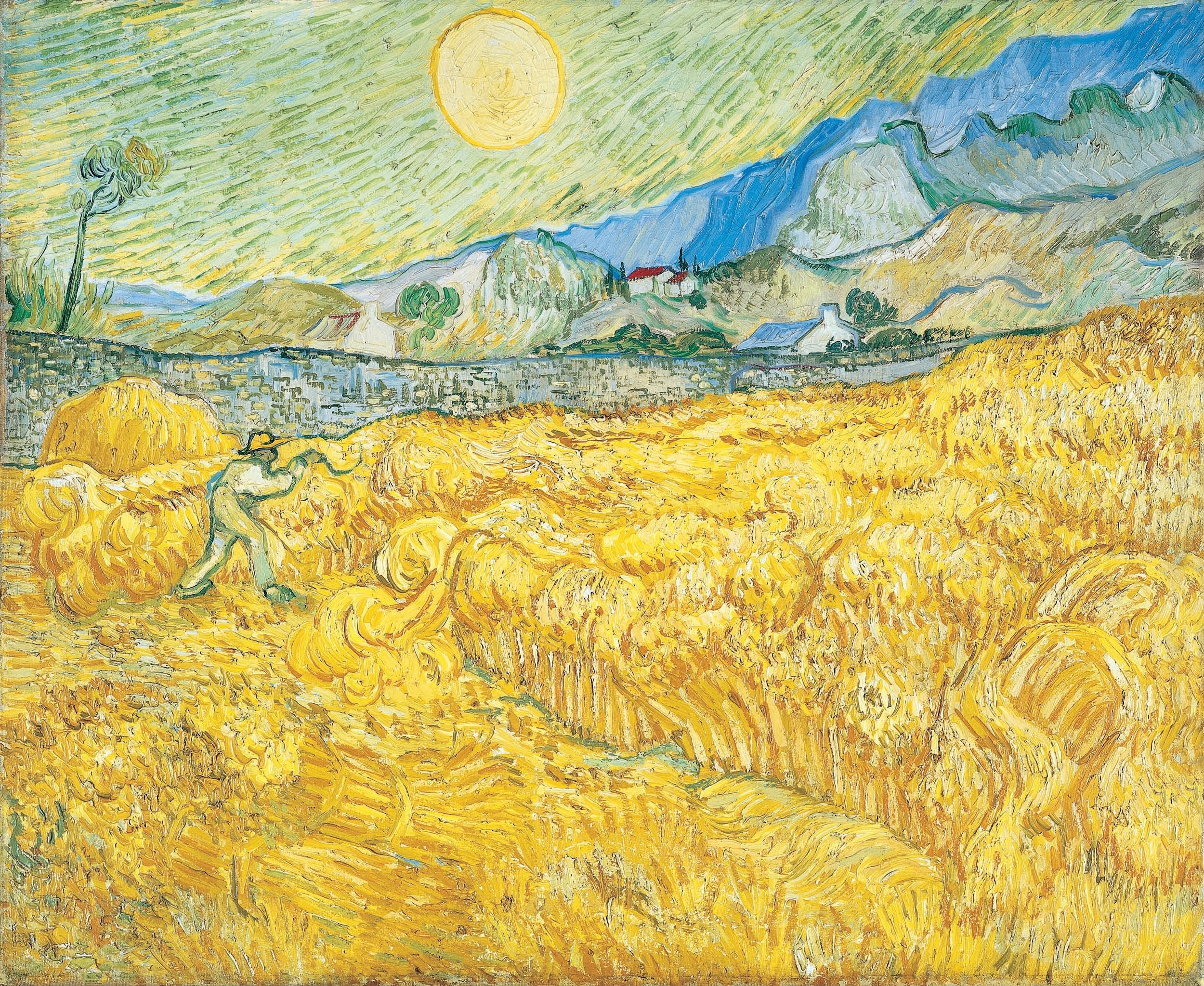
«Пшеничное поле со жнецом и восходом солнца», сентябрь 1889, Музей Фолькванг, Эссен (F619)
«Пейзаж в Сен-Реми (Огороженное поле с крестьянином)», начало октября 1889, Художественный музей Индианаполиса, Индианаполис (F641)

## Провенанс
Полотно было сохранено Тео после смерти Винсента позднее в 1890 году, а несколько месяцев спустя после смерти Тео перешло к его вдове Иоганне Ван Гог-Бонгер. В мае 1905 года картина была выкуплена торговцем произведениями искусства Паулем Кассирером в Берлине и продана немецкому банкиру Роберту фон Мендельсону. После смерти последнего в 1917 году она перешла к его жене Джульетте дочери Микеле Гордигиани, а затем в 1955 году — их детям, Эленоре и Франческо фон Мендельсону, которые эмигрировали в США в 1935 и 1933 годах, соответственно и забрали картину с собой.
Картина была затем продана в Нью-Йорке Кэролайн Мармон Феслер, которая передала картину в Художественный институт Джона Херрона (ныне Художественный музей Индианаполиса) в 1944 году.